# Ридигер, Михаил Александрович
Михаи́л Алекса́ндрович Ри́дигер (эст. Mihail Rüdiger; 15 [28] мая 1902, Санкт-Петербург — 9 мая 1962, Таллин) — протоиерей Русской православной церкви, настоятель церкви Рождества Богородицы и иконы Казанской Божией Матери в Таллине. Отец Патриарха Московского и всея Руси Алексия II.

## Биография

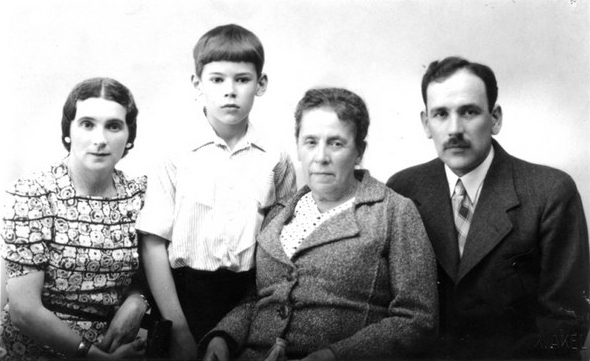
Михаил Александрович с супругой Еленой Иосифовной (слева) и сыном Алексеем.
Таллин, 1940-е годы.

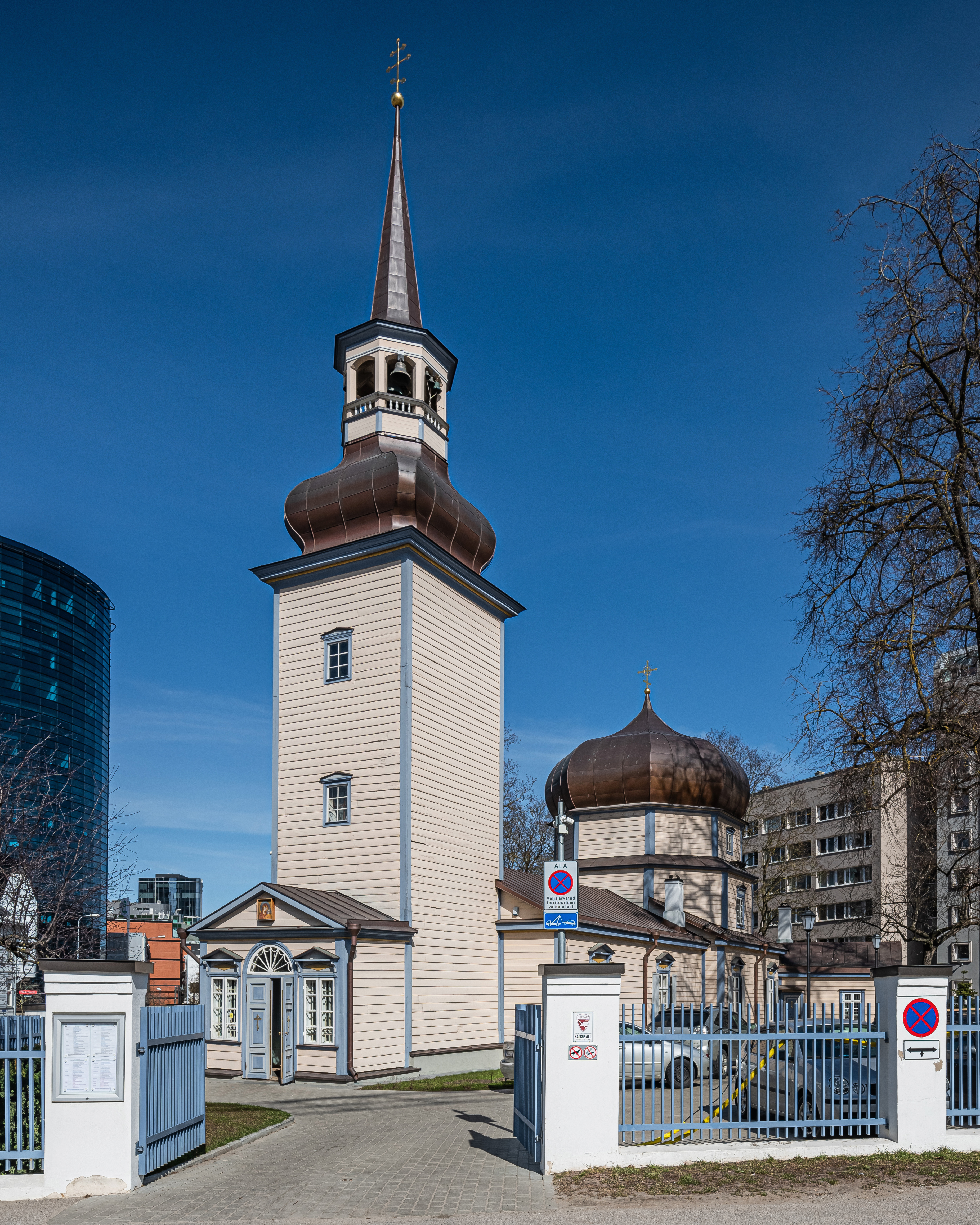
Церковь Рождества Богородицы и иконы Казанской Божией Матери в Таллине.

Родился 15 (28) мая 1902 в Санкт-Петербурге в старинной дворянской семье немецко-прибалтийского происхождения, перешедшей в православие. Был самым младшим (четвёртым) ребёнком в семье: отец — действительный статский советник, член Санкт-Петербургского Окружного суда по С.-Петербургскому уезду по делам судебным, на 1917 год — товарищ (заместителя) председателя Петроградского окружного суда Александр Александрович Ридигер (1870—1929; второй сын от брака Александра Александровича Ридигера и Евгении Германовны Гизетти); мать — Аглаида Юльевна, урождённая Бальц (26 июля 1870 — 17 марта 1956).
Братья учились в Императорском училище правоведения. Но в связи революционными событиями 1917 года училище смог окончить только старший сын Георгий, а Михаил завершил своё образование уже в эстонской гимназии.
После Октябрьской революции 1917 года семья Александра Александровича Ридигера эмигрировала в Эстонию. Сначала они поселились в Хаапсалу, небольшом городке на берегу Балтийского моря в 100 км в юго-западу от Таллина.
По окончании гимназии Михаил Ридигер был вынужден прервать своё обучение и начал искать работу. В то время он зарабатывал на жизнь тяжёлой и чёрной работой, например, рытьём канав.
Впоследствии, когда вся семья перебралась в Таллин, он поступил на фанерную фабрику Лютера, где служил сначала бухгалтером, затем главным бухгалтером отделения.
В 1926 вступил в брак с Еленой Иосифовной, урождённой Писаревой (1902—1959), дочерью офицера царской армии, убитого в августе 1917 года солдатами в Выборгской крепости. Елена Иосифовна стала достойной спутницей, другом и помощницей своего мужа. Они вместе активно участвовали в церковной и общественно-религиозной жизни Таллина, являясь членами Русского студенческого христианского движения.
23 февраля 1929 в семье родился сын Алексей. Он был единственным ребёнком в семье.
На фанерной фабрике Михаил Ридигер проработал вплоть до окончания богословских курсов и принятия сана диакона в 1940 году. Служил в храме святителя Hиколая, настоятелем которого был священник Александр Киселёв.
В 1942 году митрополитом Александром (Паулусом), первоиерархом ЭАПЦ был хиротонисан во пресвитера в Казанском храме Таллина.
Во время Второй мировой войны окормлял заключённых в лагерях в Эстонии.
В 1945—1946 годы — ключарь Александро-Невского кафедрального собора в Таллине.
С 1946 года — настоятель церкви Рождества Богородицы и иконы Казанской Божией Матери в Таллине.
С 1951 года — секретарь епархиального управления Таллинской епархии.
В 1958 году возведён в сан протоиерея.
Скончался 9 мая 1962 в Таллине. Похоронен на Александро-Невском кладбище в Таллине.